# Chetogaster pellucida
Chetogaster pellucida là một loài ruồi trong họ Tachinidae.